# Adelmár
Az Adelmár germán eredetű férfinév, jelentése: nemes + híres.

## Gyakorisága
Az újszülötteknek adott nevek körében az 1990-es években szórványosan fordult elő. A 2000-es és a 2010-es években sem szerepelt a 100 leggyakrabban adott férfinév között.
A teljes népességre vonatkozóan a 2000-es és a 2010-es években az Adelmár nem szerepelt a 100 leggyakrabban viselt férfinév között.

## Névnapok
- május 29.[2]
- július 29.[2]